# Arthur Morgan
Arthur Morgan (1863-1899) es un personaje ficticio, protagonista principal del videojuego Red Dead Redemption 2 de Rockstar Games. Miembro de alto rango de la banda de Dutch Van der Linde, Arthur es un forajido que intenta sobrevivir a las fuerzas gubernamentales y otros adversarios en una representación ficticia del Viejo Oeste. Es interpretado por el actor estadounidense Roger Clark.
Nacido como un huérfano, tras conocer a Dutch siendo muy joven, se convirtió en su brazo ejecutor y más apreciado miembro de la banda, idealizando a Dutch y tomándolo como una figura paterna. Siendo un hombre malhumorado, melancólico y tosco, posee su propio código de honor.  
El personaje fue introducido en la misma fecha en la que se presentó el primer tráiler del videojuego Red Dead Redemption 2, el 9 de agosto de 2018.
Rockstar Games decidió centrar Red Dead Redemption 2 en un personaje, para seguirlo de forma más personal. Creyeron que esto era más apropiado para la estructura narrativa de un western. Clark quería interpretar a Arthur de una manera que fuera lo suficientemente compleja para que el jugador pudiera elegir cualquier camino y que el personaje tuviera sentido. Se inspiró en actores como Toshiro Mifune y John Wayne para la personalidad del personaje.
Arthur ha recibido elogios de la crítica, siendo su complejidad y su camino hacia la redención los más elogiados. Los críticos también lo elogiaron por dar vida al mundo y a otros personajes, y lo clasificaron entre los personajes de videojuegos más emblemáticos. Por su trabajo, Clark acumuló numerosas nominaciones y fue galardonado con el premio a la «Mejor Actuación» en los Game Awards.

## Concepción y diseño
El diseño y el trabajo del personaje comenzó en el año 2013, justo tras la conclusión del videojuego Grand Theft Auto V. Según el productor Rob Nelson, el objetivo era crear un «personaje que no se pareciera demasiado a John Marston» —protagonista del primer Red Dead Redemption—.
Diseñado como un personaje rudo, malhumorado, huraño y de pocas palabras, Arthur Morgan es un personaje melancólico que oculta un doloroso pasado del cual apenas habla. Si bien no se presenta a sí mismo como un personaje intelectual, Arthur oculta sus sentimientos y sus pensamientos a los demás para volcarlos sobre su diario. Si el protagonista del primer Red Dead Redemption, John Marston, era un personaje estoico con un objetivo claro que pretendía conseguir a toda costa, Arthur Morgan adquiere un carácter más «tridimensional» y el juego explora los conflictos internos que surgen en él conforme se produce el desarrollo de los acontecimientos. Esto provoca que sea un personaje que, continuamente, está lidiando con contradicciones internas que se manifiestan en sus actos y las consecuencias que de ellos se derivan.
Su relación con Dutch se basa en un contexto de padre-hijo, donde Arthur termina por respaldarle más por lealtad que por convicción, un sentimiento que, conforme se acerque el final del juego, se verá trastocado.. Esto se debe a que Arthur idealiza el concepto de «hermandad» que supone para él la banda, llegando a afirmar que daría su propia vida si fuera necesario por ella. Eso le hace anteponer los intereses del grupo siempre a los suyos propios, por ello trata de respaldar siempre a su líder, Dutch. Pese a lo que su personalidad o su actitud podrían delatar, no se trata de un personaje poco inteligente, sino que demuestra una gran lucidez en todas las situaciones y mantiene siempre un «lado realista» que se halla en constante enfrentamiento con su idealización de la banda, adquiriendo un papel de «mediador» entre los demás miembros, siempre buscando el bienestar de la banda. A pesar de ser serio y sin sentido del humor, la banda le tiene mucho respeto y siempre acude a él cuando hay algún problema para resolver. Su actitud comienza a trastocarse tras entender que su final está cerca y querer redimirse haciendo algo bueno por aquellos que él entiende que realmente merecen un futuro mejor: John, Abigail y Jack como analogía del futuro que él no pudo tener.
En el plano personal, Arthur demuestra ser una persona poco o nada afectuosa con los demás y poco dado a los sentimentalismos. Si se quiere, Arthur podría ser extremadamente insensible e inmisericorde con los personajes que se va encontrando a lo largo del juego, ya que tenemos la opción de ser piadosos, o todo lo contrario. Sin embargo, sí que adquiere un apego genuino hacia compañeros de su banda como Dutch Van der Linde —a quien observa como un modelo a imitar, idealizando su liderazgo—, Hosea Matthews —a quien tiene como una figura paterna—, Lenny Summers —al cual le tiene afecto por su madurez a pesar de su corta edad— o Abigail Marston —de la cual admira su personalidad fuerte, juiciosa, protectora y decidida—.

### Interpretación
El personaje es interpretado por Roger Clark, quien a su vez se encarga de darle voz. Su interpretación del personaje de Arthur Morgan le hizo merecedor del galardón The Game Awards 2018 en la categoría de «mejor interpretación». El actor afirma que no solo fue el encargado de darle voz, sino que se encargó de todas las secuencias de movimientos, excepto de las partes de acción.
Roger Clark, quien había sido un actor poco conocido, cobró fama por la interpretación del personaje de Arthur Morgan. El mismo Roger Clark confiesa la «dureza del trabajo», con hasta 500 días de trabajo en el estudio, lo que él mismo reconoció como «equivalente a cinco o seis temporadas de trabajo en una serie de televisión». Clark afirmó haber estado familiarizado tanto con el mundo de los videojuegos como con la propia compañía de Rockstar, pues ya había jugado al anterior Red Dead Redemption. Clark confiesa que trató de otorgarle una identidad propia al personaje queriendo otorgarle un rasgo de «vulnerabilidad», con una evolución donde pasaría de ser un simple ejecutor y hombre de acción siguiendo lealmente a Dutch Van der Linde, hasta desarrollar sus propias convicciones e ideas conforme llega su final.
El actor reconoce su inspiración por actores como Toshiro Mifune de las películas de samuráis japonesas debido a su «estoicismo», «sociabilidad» y «contradicciones». También asimiló a actores como John Wayne para su interpretación de Arthur Morgan, aunque rechazó a aquellos que no tuvieran un desarrollo emocional acuciado como los interpretados por Clint Eastwood.

## Biografía
Arthur nació alrededor de 1863, siendo hijo de Lyle Morgan y Beatrice Morgan. Cuando era apenas un niño su madre falleció dejándolo al cuidado de su padre, el cual sería arrestado en 1874 por hurto. El padre de Arthur era un criminal de poca monta que murió poco tiempo después de ser condenado, y Arthur menciona que era mejor que hubiera muerto incluso antes. Pasó un tiempo como ladrón en las calles hasta que fue encontrado por Dutch Van der Linde y Hosea Matthews, siendo Dutch aquel el cual le inculcó sus ideales de libertad, lealtad, igualdad y justicia, encargándose además de su crianza y de su educación, enseñándole incluso a leer. Adoptándolo como la figura paterna que nunca tuvo, Arthur se convirtió en su más eficaz brazo ejecutor una vez que la banda de Dutch ya estaba formada. 
Más adelante Arthur conocería a Mary Linton, de la cual se enamoró. Sin embargo, su preferencia por la vida como forajido y la desaprobación de la familia de ella causaron que su relación no prosperase. Tiempo después conoció a una joven llamada Eliza con la cual tuvo un hijo, Isaac. Si bien prometió visitarlos cada pocos meses y cuidarlos constantemente, cierto día los encontró muertos a manos de unos ladrones, quienes los habían matado por tan solo 10 dólares. El incidente endureció a Arthur y nunca se enfrentó con el dolor de su pérdida, lo que además afectaría a su personalidad.
La banda llegaría a un pueblo llamado Blackwater en busca de oportunidades, a lo que Arthur decide junto a Hosea y Dutch planear una estafa inmobiliaria y así volverse ricos. Pero esto se arruina una vez se da un robo a un ferry organizado por Dutch que resulta en una masacre que los obliga a huir hacia las montañas.
Cuando se inician los sucesos de Red Dead Redemption 2 la banda está huyendo a través de las montañas tras el asalto fallido. Se refugian al este en un pueblo minero llamado Colter, donde después de la tormenta de nieve asaltarían un tren propiedad de un poderoso magnate llamado Leviticus Cornwall, con lo cual se trasladarían al este, cerca de la ciudad ganadera de Valentine. Estando allí, Arthur rescata a uno de los miembros de la banda, Sean Macguire, a las afueras de Blackwater, y al pistolero Micah Bell de la prisión del pueblo de Strawberry, bandido con quien Dutch congenia y quien le cree útil para los golpes de la banda, al mismo tiempo que realiza diversos trabajos y actividades con Hosea, Bill Williamson, Javier Escuella, John Marston, entre otros. Entre aquellos trabajos estaba la recaudación de deudas por parte de Leopold Strauss, el contador de la banda, lo que provoca que  Arthur deba cobrar las deudas atrasadas, generalmente a través de violencia y amenazas. En una ocasión encara a un granjero gravemente enfermo llamado Thomas Downes, quien después de recibir una paliza, tose sangre y esta impacta en el ojo de Arthur, y como se descubre más adelante , esto lo infecta con tuberculosis. Más adelante, Arthur llevaría al hijo de John y Abigail Roberts, Jack, a pescar en el río, pero es increpado por Andrew Milton y Edgar Ross, dos agentes de la Agencia Nacional de Detectives Pinkerton, quienes están siguiendo sus pasos y le ofrecen a Arthur entregar a Dutch a cambio de la libertad de la banda, pero éste se niega. Un tiempo después Leviticus Cornwall, decidido a tomarse venganza por el robo a su tren, ataca a Arthur y Dutch en Valentine. Luego de escapar a duras penas de la ciudad y sin muchas opciones, la banda se traslada al pueblo sureño de Rhodes, donde conocen a los Gray y a los Braithwaite, dos familias enemigas que se acusan mutuamente de ocultar un supuesto oro proveniente de la Guerra Civil, el cual interesa a Dutch y Hosea, y provoca que desarrollen planes para robar ese oro y provocar que las familias se destruyan entre sí, pero al ser descubiertos, en una emboscada Sean es asesinado por parte de los Gray, y luego el pequeño Jack es secuestrado por los Braithwaite, lo que los lleva a masacrar a ambas familias. Esto los lleva a refugiarse aún más al sur, a las afueras de una ciudad industrializada llamada Saint Denis, donde se encuentra Jack. Arthur comienza a tener dudas sobre las decisiones que Dutch toma sobre la banda, ya que considera que está arriesgando mucho a sus miembros, lo que toma mayor fuerza cuando, luego de que recuperaran al niño de un acaudalado hombre de negocios llamado Angelo Bronte, Dutch, fiandose de un soplo dado por el propio Bronte, asaltar la estación de tranvías de la ciudad, sin saber que era una trampa, lo que llevaría a la furia de Dutch y liderará un ataque a la mansión de Bronte, lo que concluye en la muerte de éste. Luego de esto, Dutch decide que la banda asaltaría el banco mayor de Saint Denis para financiar su escape hasta la isla tropical de Tahití, pero fallan, los Pinkerton los enfrentan y Hosea sería asesinado junto con otro importante miembro de la banda, Lenny Summers.
La situación de la banda llega a un punto crítico tras este asalto fallido. La banda se divide, acabando Dutch, Arthur, Bill, Javier y Micah en un barco como polizones intentando escapar, pero éste se hunde, pierden el dinero robado y  acaban en la ficticia isla de Guarma en Cuba, en la que son atrapados como prisioneros, y se ven obligados a participar en una revolución que los habitantes de la isla sostienen contra su gobernante, el tirano Alberto Fussar a quien Arthur asesina antes de regresar a los Estados Unidos. Allí encuentra a la banda en el caos, lejos de la civilización al estar asentados en los pantanos y acosada por los Pinkerton, quienes dirigen un ataque a la banda poco después de la llegada de Arthur. A raíz de todo esto, Arthur comienza a cuestionarse aún más el liderazgo de Dutch, así como a estar preocupado por la influencia negativa que Micah ejerce sobre él. La actitud errática y mesiánica de Dutch provoca que la banda se divida en tres facciones; la conformada por aquellos que siguen a Dutch sin dudar —Micah, Javier y Bill—, los que comienzan a perder su fe en Dutch —Arthur, John, Charles Smith y Sadie Adler— y los demás, que simplemente desean marcharse al creer que todo está perdido. 
Poco después, Arthur sufre un desmayo en la calle, por lo que luego de que es acompañado hacia un doctor, le diagnostican tuberculosis, enfermedad en esa época fatal e incurable.  Sabedor de que le queda poco tiempo de vida, Arthur decide que va intentar hacer lo que él considera correcto como un último acto de redención. Por ello, decide ayudar a John a dejar la banda junto a Abigail y su hijo Jack. Arthur se ve envuelto en diversos trabajos con la banda para preparar un asalto a un tren propiedad del Ejército, y a su vez colabora en una guerra que éstos mismos sostienen contra los nativos americanos de la zona, entablando amistad con el líder de los nativos, Lluvia Repentina, lo que refuerza su moralidad. Cuando se da el último asalto de la banda, John Marston es dado por muerto, a la vez que Arthur acude junto a Sadie Adler a rescatar a Abigail de manos de los Pinkerton. Arthur descubre que Micah es un soplón que ha estado delatando a la banda desde que volvieron de Cuba. Tras poner a las dos mujeres a salvo, Arthur decide confrontar a Dutch. Acude a la guarida donde acusa a Micah Bell de ser un traidor. En ese momento, John reaparece y recrimina a Dutch por abandonarle a su suerte, por lo que se enfrentan, por un lado Arthur y John, y por otro Dutch en complicidad de Micah, Javier y Bill. En ese momento, los Pinkerton los atacan. Dutch y los miembros restantes escapan por su cuenta mientras Arthur y John luchan por huir. Intentando evadir a los agentes, Arthur y John escapan a través de las montañas. A partir de entonces, se pueden suceder dos finales dependiendo de la decisión del jugador y del «honor» del personaje.
- Ayudar a John: Arthur decide ayudar a John a ponerse a salvo. Ambos luchan a través de las montañas contra los Pinkerton, hasta que, fatigado y debilitado por su enfermedad, se despide y exhorta a John a huir en busca de su familia. Se enfrenta en solitario a los agentes, siendo atacado por la espalda por Micah. Arthur y Micah se enfrentan a puño en un duro combate, pero Arthur, gravemente enfermo, cae desfallecido. En ese momento, Dutch aparece para detener la pelea. Al observar a su viejo amigo moribundo, Dutch se marcha sin decir nada y deja a Micah, el cual le pide regresar a la guarida a por el dinero. A partir de ese momento, el final del personaje depende del honor adquirido a lo largo del juego; si es alto, Arthur se arrastra moribundo y fallece contemplando el amanecer; si es bajo, un enfurecido Micah lo remata de un disparo.

John si que ha ganado. Es el único. El resto de nosotros... no. Pero... lo intenté. Al final, lo intenté.
Últimas palabras de Arthur si se escoge ayudar a John y se posee un «buen honor»

- Regresar a por el dinero: Arthur deja a John y decide regresar a la guarida para recoger el dinero. Se topa con Micah y ambos se enfrentan a cuchillo. En ese momento, Dutch aparece para recriminar a Arthur que quisiera llevarse el dinero, a lo que este replica insistiendo en que Micah es el traidor. Observando a su viejo amigo muriéndose, Dutch se marcha. A partir de ese momento, el destino del personaje depende del honor adquirido a lo largo del juego; si es bueno, Arthur fallece contemplando el amanecer; si es malo, Micah lo apuñala  por la espalda.

Durante sus últimos días Arthur había decidió convertirse en alguien mejor y preocuparse por los demás más que por sí mismo como una forma de redimirse por toda una vida delictiva, a su vez que aconsejó y ayudó a John a abandonar su vida de criminal para buscar un mejor futuro para su mujer e hijo, como una forma para Arthur de redimirse de la muerte de Eliza e Isaac y de como él no pudo salvarlos. Al final, su intento de salvar a la familia de John resultó fructifero, ya que en 1907 este compraría un terreno en Beecher's Hope, donde comenzaría una vida de ranchero junto con Abigail y Jack. Sin embargo, éste asesinaría a Micah reflexionando que Arthur merecía ser vengado, lo que provocaría que Edgar Ross y su ayudante secuestren a su familia y lo obligen a cazar a sus antiguos compañeros, lo que derivaría en que John sea de todas formas asesinado por Ross y llevaría a Jack a vengar a su familia matando a Ross, lo que lo convirtió en un forajido indirectamente, algo que tanto John como Arthur quisieron evitar.

## Recepción
El personaje de Arthur Morgan fue recibido con críticas entusiastas por parte de la prensa y de los jugadores. Portales web lo calificaron no como uno de los mejores, sino el mejor, de los personajes de videojuegos del año 2018 y de la generación de consolas, llegando algunos a considerar que llegó a superar a su aclamado antecesor, John Marston, gracias a la complejidad y a la evolución de su personaje.